# شاطئ الحب (فلم 1961)
شاطئ الحب فيلم موسيقي رومانسي مصري تم إنتاجه عام 1961، إخراج هنري بركات وبطولة فريد الأطرش وسميرة أحمد وتحية كاريوكا.

## فريق العمل

### تمثيل
- فريد الأطرش - "ممدوح"
- سميرة أحمد - "ليلى"
- تحية كاريوكا
- كريمان - "سهير"
- فاخر فاخر
- صلاح نظمي
- شريفة ماهر
- حسين عسر - "إبراهيم"

### الفريق الفني
إخراج: هنري بركات

تأليف:
- عبد العزيز سلام (قصة)
- يوسف عيسى (سيناريو)
- هنري بركات  (سيناريو)

إنتاج: أفلام فريد الأطرش

## أغاني الفيلم
غناء وألحان فريد الأطرش
- إرحمني وطمني

كلمات: حسين السيد
- عيني مهما قالو

كلمات: إسماعيل الحبروك
- قالت لي بكرة

كلمات: حسين السيد
- يا قلبي كفاية دق

كلمات: فتحي قورة

## روابط خارجية
- مقالات تستعمل روابط فنية بلا صلة مع ويكي بيانات